# Лаусес
Лау́сес (греч. Λαούσες ή Ελεούσες ή Λαγούσες ή Λαγονήσια) — небольшая группа необитаемых островов  в заливе Сароникос между островами Саламин и Эгина, к востоку от островов Диапории. Включает пять островов: Гайдарос (Γάϊδαρος), Кордельярис (Κορδελιάρης), Лагуса (Λαγούσα), Микронисос (Μακρόνησος), Панайица (Παναγίτσα). Самый крупный остров — Лагуса, также известный как Элеуса (Ελεούσα ή Λαγόνησος).
Административно входит в сообщество Эгина в общине Эгина в периферийной единице Острова в периферии Аттика.